# یواس‌اس دوپیج (ای‌پی‌بی-۵۱)
یواس‌اس دوپیج (ای‌پی‌بی-۵۱) (به انگلیسی: USS DuPage (APB-51)) یک کشتی بود که طول آن ۴۴۱ فوت ۶ اینچ (۱۳۴٫۵۷ متر) بود. این کشتی در سال ۱۹۴۳ ساخته شد.